# Fengnan
Der Stadtbezirk Fengnan (丰南区; Pinyin: Fēngnán Qū) ist ein Stadtbezirk der bezirksfreien Stadt Tangshan im Nordosten der chinesischen Provinz Hebei. Er hat eine Fläche von 1.233 Quadratkilometern und zählt 508.431 Einwohner (Stand: Zensus 2010). Seine Postleitzahl lautet 063300.